# Colonne (séparation)
Pour les articles homonymes, voir colonne.
Une colonne est une unité de séparation physico-chimique utilisée en sciences de l'ingénieur, en chimie et en biologie. Il s'agit en général d'un tube au sein duquel des échanges de matière (à la base de la séparation) et d'énergie (chaleur) s'effectuent entre une phase liquide descendante et une phase gazeuse montante. La colonne permet de séparer un ou plusieurs composés d'un mélange. Le principe de séparation est variable et utilise différents moyens. On désigne ces unités en fonction de leur principe de séparation, ex. : colonne de distillation, colonne de chromatographie.
Les modes de fonctionnement des colonnes peuvent être continus ou discontinus (batch).

## Colonne de distillation
Les colonnes de distillation sont, dans l'industrie, de différents types :
- colonne à plateaux[2] ;
- colonne à garniture[3].

Dans les laboratoires, des dispositifs plus simples sont utilisés comme la colonne de Vigreux. Avant le développement des chromatographies, la colonne de distillation à bande tournante a permis la séparation de composés aux points d'ébullition proches.
Le rôle de la colonne de distillation (ou de rectification) est de favoriser les échanges de matière et d'énergie entre la phase gazeuse et la phase liquide, ce qui augmente le pouvoir séparateur de la colonne.

## Colonne de rectification

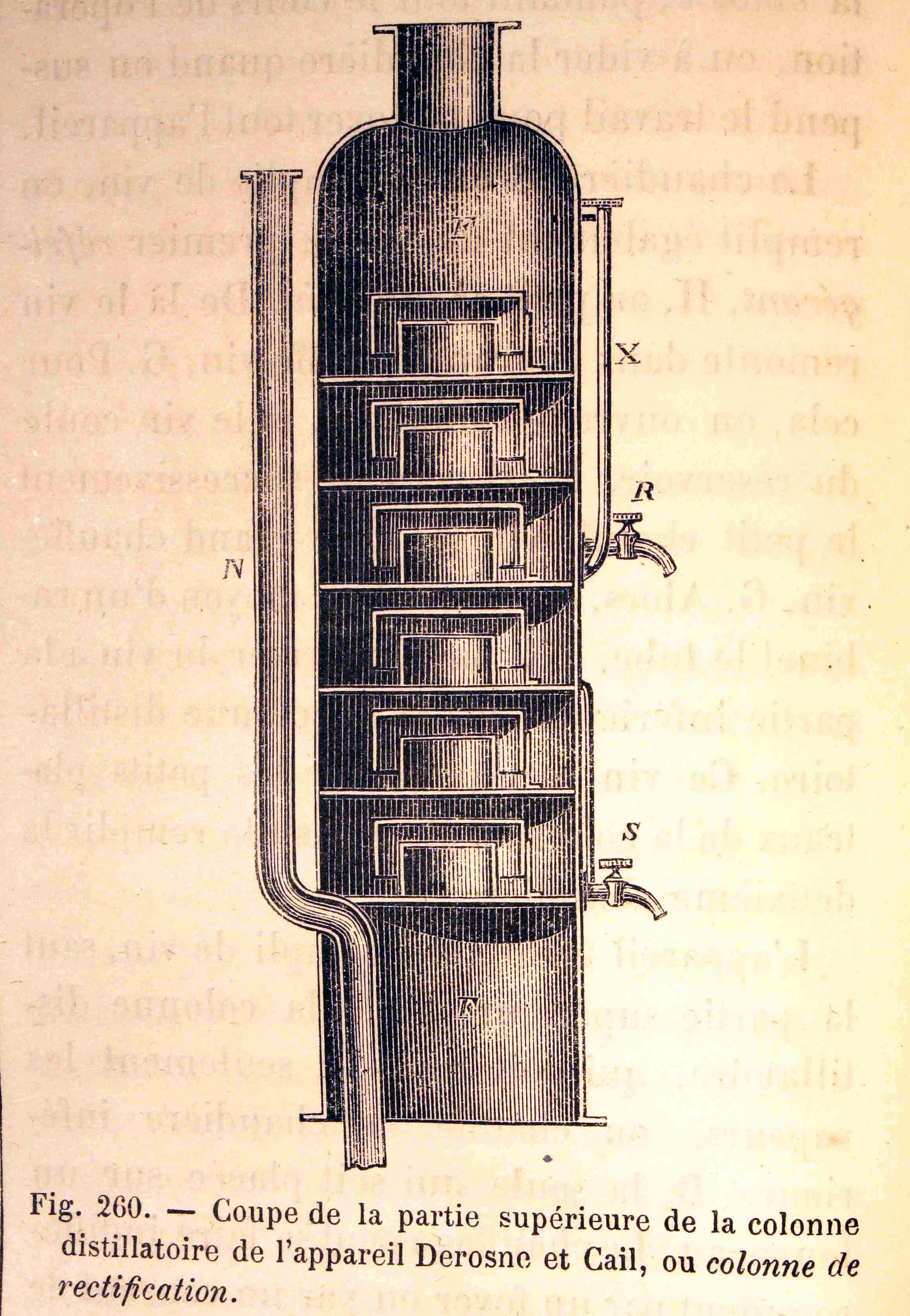
Colonne de rectification

Les colonnes de rectification utilisent la différence de volatilité des composants d'un mélange pour les séparer. Pour améliorer la séparation, une grande surface d'échange entre la phase gazeuse et la phase liquide est nécessaire. Pour augmenter cette dernière, des éléments sont ajoutés dans la colonne, tels les plateaux ou des garnissages, ces derniers pouvant être structurés ou non. En plus de la colonne et de son garnissage, deux échangeurs de chaleur permettent d'apporter/retirer l'énergie nécessaire pour la séparation : un bouilleur situé en bas de colonne où le mélange est chauffé jusqu'à ébullition et un condenseur en tête de colonne qui permet de liquéfier les vapeurs afin de récupérer le produit purifié sous forme liquide.
Une partie des condensats est souvent réinjectée dans la colonne pour augmenter la pureté du produit désiré, il s'agit du reflux. Le pourcentage de condensat renvoyé dans la colonne, le taux de reflux, est un critère important dans la définition des conditions opératoires. On cherche toujours une valeur de taux de reflux comprise entre le taux de reflux minimal et le taux de reflux maximal. 
Les colonnes sont le plus souvent en acier inoxydable, mais on trouve également des colonnes en verre pour les produits corrosifs. Les dimensions de la colonne ont un rôle important dans la séparation : plus la colonne est haute, meilleure sera la séparation, car il sera possible d'augmenter le nombre de plateaux théoriques, et plus la colonne sera large, plus les flux à l'intérieur de la colonne pourront être importants.

## Colonne d'absorption
L’absorption gaz-liquide est une opération (physique) unitaire dans laquelle un ou plusieurs composés sont transférés d’une phase gazeuse vers une phase liquide (absorption) ou d’une phase liquide vers une phase gazeuse (désorption, ou extraction au gaz) en fonction des différences d’affinité pour ces deux phases.
Les performances de ce type d’opération sont principalement contrôlées par la cinétique de transfert de matière de part et d’autre de l’interface gaz-liquide.

## Verrerie de laboratoire
- Colonne de Vigreux pour la distillation fractionnée
- Colonne desséchante